# Malvaceae
Malvaceae este o familie de plante (ordinul Malvales) care conține în jur de 95 de genuri de plante erbacee, arbuști și arbori mici.

## Genuri
- Abutilon
- Althaea
- Callirhoe
- Goethea
- Hibiscus
- Lavatera
- Malope
- Malva (gen)
- Malvastrum
- Malvaviscus
- Palauca
- Pavonia
- Sidalcea